# Melidectes belfordi
El mielero de Belford (Melidectes belfordi) es una especie de ave paseriforme de la familia Meliphagidae endémica de Nueva Guinea. Su hábitat son los busques húmedos tropicales de las montañas de la Cordillera Central.

## Subespecies
- Melidectes belfordi belfordi
- Melidectes belfordi brassi
- Melidectes belfordi joiceyi
- Melidectes belfordi kinneari
- Melidectes belfordi schraderensis